# Залізний чоловік
«Залізний чоловік» — радянський художній фільм 1991 року, знятий режисером Ісаматом Ергашевим на кіностудії «Узбекфільм».

## Сюжет
Історія про те, як кілька жінок, зібравшись у сауні, вирішили пожаліти самотню подругу, позичивши їй чоловіка однієї з них.

## У ролях
- Мурад Раджабов — головна роль
- Юлдуз Усманова — Юлдуз
- Тамара Шакірова — Тамара
- Гані Агзамов — дідусь
- Зейнаб Садрієва — бабуся
- Набі Рахімов — суддя
- Клара Джалілова — Клара
- Отабек Бабаєв — син Тамари
- Хаят Бабаєва — Хаят
- Айбарчин Бакірова — Айбарчин
- Фархад Амінов — суддя
- Юлдуз Хамідова — Юлдуз
- Гаухар Закірова — Гаухар
- Джамшид Закіров — суддя
- Мухаммаджон Холматов — масажист у сауні
- Обід Асомов — товариш по службі
- Шеркузі Газієв — епізод
- Ширін Азізова — епізод
- Гулі Зулкарнаєва — Гульнара
- Рафік Юсупов — шофер таксі
- Джавлон Хамраєв — сусід
- Саїд Мухтаров — ловелас
- Матякуб Матчанов — товариш по службі
- Барно Кадирова — епізод

## Знімальна група
- Режисер — Ісамат Ергашев
- Сценарист — Махмуд Туйчієв
- Оператори — Нажміддін Гулямов, Назім Аббасов
- Композитори — Фаррух Закіров, Рустам Ільясов